# ジョージ・マードック
ジョージ・ピーター・マードック（George Peter Murdock、1897年3月11日 - 1985年3月29日）はアメリカ合衆国の人類学者。

## 生涯
出生から人類学者となるまで
1897年、コネチカット州メリデンで5代にわたって農業を営んでいた家族に生まれた。幼少時代のほとんどを家族の農業を手伝うことに費やし、伝統的な機械化されていない農耕知識を得た。1915年にアンドーバーのフィリップス・アカデミーを卒業し、イェール大学でアメリカ史を修めた。その後、ハーバード・ロースクールに入学。しかし2年目に退学し、長い世界一周旅行に出発した。この旅行は、彼の従来からある伝統的な物質文化に対する関心と深く関わっていた。恐らく、イェール大学のアルバート・ケラー(Albert Galloway Keller)の影響をいくらか受けたものであった。ケラーはマードックに人類学を研究することを勧めていた。イェール大学の人類学研究プログラムはまだウィリアム・サムナーの伝統を保持しており、コロンビア大学でフランツ・ボアズによって広められていた歴史的個別主義とは全く異なる教育が行われていた。1925年に博士号を取得し、イェール大学で職を得た。
この頃執筆した初期の著作も、マードックの特徴的なアプローチが見て取れる。独立した文化からのデータの検討を通して、人類学への経験的なアプローチを提唱した。そして、データを統計的に検定することで仮説を検証してゆく手法である。彼は人類学者と言うよりもむしろ社会科学者であると自分を見なしており、他の分野の研究者と対話し続けた。彼はイェール大学で通文化的なデータをまとめるために同僚や助手を募集した。彼は通文化的アプローチがアメリカの助けになると考えており、第二次大戦中にはマードックと数人の同僚は海軍に入隊し、コロンビア大学でミクロネシアの文化についてハンドブックを刊行した。ハンドブックを完成させた後、マードックと同僚士官は軍政官僚として太平洋地域に送られ、占領下の沖縄で約1年間勤務した。
第二次正解大戦後
彼の戦前のフィールドワークは北西アメリカのハイダ族などの先住民を対象としていたが、マードックの関心はその時ミクロネシアに移っていた。1960年代まで散発的にフィールドワークを行った。マードックは1928年に（まだ人類学部がなかったので彼の学位は社会学部から得た）イェール大学の教員となった。1938年から1960年まで人類学科の学科長を務めた。彼は当時のイェールの定年年齢に達したが、ピッツバーグ大学で社会人類学の教授職を提供された。長年暮らしたコネチカットを離れ、妻とともにピッツバーグに引っ越した。1973年に引退するまでピッツバーグ大学で働き、それから息子の近くのフィラデルフィアへ引っ越した。
後年、人類学者を不公正な批判から守るためのアメリカ人類学会の科学的自由委員会の委員長を務めたが、デイヴィッド・H・プライスによれば、「フーバーの情報者」と題された一章において、マードックはマッカーシズムに協力しアメリカ人類学会の情報をエドガー・フーバーに密かに提供していた。公正のために、マードックは彼の分野や大学において情報部と協力した唯一の人間ではなかったことを付け加えなければならない。20世紀の多くの期間、CIAやFBIのような機関は大学との緊密な関係を維持した。イェール大学は特に、（のちに）機関の職員の養成地として知られることになった。人類学や外交関係者は海外の調査旅行の後しばしば報告を求められた。
1948年に自分の通文化データをより有益な物とするために、イェール大学の外部の人間もそれを利用できるように決定した。米国社会科学研究会議に近づき、データをイェール大学に残すことを目的とした大学の組織、人間関係エリアファイルの設立のために資金援助を受けた。1954年にマードックはあらゆる文化で知られている概念のリスト、『世界の文化のアウトライン』を出版した。1957年に最初の通文化データを網羅した『世界の民族地理的サンプル』を公表した。565の文化から集められた30の要素について述べられていた。1962年から1967年にかけて学術誌エスノロジーに断続的に『エスノロジカルアトラス』としてデータを発表し、最終的に1200の文化から集めた100を越える要素を含むことになった。
1969年にダグラス・ホワイトとともに標準通文化サンプルを発展させた。それは慎重に選ばれた資料の裏付けがある186の文化の、今日では2000を越える要素に関するデータを含んでいる。1959年にアフリカの専門の経験がないにもかかわらず、『アフリカ』を出版した。アフリカの部族に関する有益な参考資料を挙げ、新しい分野として先史時代、特に植物の家畜化を論じた。しかしその一部の結論はかなりの批判を浴びた。1971年に、主に心理学者と人類学者からなる通文化的研究の学会を設立するために尽力した。
1962年にピッツバーグ大学から学術誌エスノロジーを創刊した。これは現在でも世界的に優れた人類学の学術誌のひとつとして知られている。1971年トーマス・ハックスリー記念賞受賞。

## 研究内容・業績
核家族
核家族は、一組の夫婦と未婚の子どもによって構成される家族のこと。マードックが主著『社会構造』のなかで述べた考え方である。これを特に「核」家族という理由は、第一にいかなる時代やどの地域においても、どんな形態の家族であっても、夫婦とその子どもが家族の構成員になっているという、家族の構造的な面があげられる。マードックが多くの未開社会の家族の研究から導いたものである。この場合、核家族は家族結合の単位として存在し、拡大家族や複婚家族(一夫多妻または一妻多夫)が生まれるものとする。第二に家族のもつ性的な機能や経済的機能、生殖機能、教育機能というもっとも基本的な機能をはたすためには、家族構成の単位をこれ以上縮小できないという、家族の機能的な面があげられる。近代家族をあらわす代表的な考え方であり、特に産業化の進展により、日本でも昭和30年(1955年)代頃から、核家族化の傾向が著しくみられるようになった。
ヒューマン・ユニバーサルズ
家族の機能
家族の機能とは、社会において家族がはたすべき働きのことである。社会の変化に応じて、家族のはたす役割は変わるが、おもなものとしては、①夫婦の愛情を育て、性的な欲求をみたす、②子どもをうみ、育てる、③生産活動を行う、④消費活動を行う、⑤衣食住をともにする、⑥病人や老人の世話をする、⑦冠婚葬祭などの宗教的行事を行う、⑧娯楽を楽しむ、⑨心の安らぎをあたえる、などがある。しかし、産業化の進展と賃金労働者の増加や家庭電気製品の普及より、従来、家族の機能と考えられていたものが、他の機関で行われるようになってきている。家族の機能としてマードックは、性的機能・経済的機能・教育的機能・生殖的機能という四機能説を唱えた。
ほかに、アメリカの社会学者パーソンズのあげた社会化と安定化という二機能説などがある。